# Gérard Basset
Pour les articles homonymes, voir Basset.
Gérard Basset (7 mars 1957 - 16 janvier 2019) est un sommelier français et le cofondateur de la chaîne hôtelière Hotel du Vin au Royaume-Uni. Il était le propriétaire de l’hôtel TerraVina, situé dans le New Forest près de Southampton dans le Hampshire. Il est au moment de son décès la seule personne au monde à détenir à la fois un MBA en business du vin, une maîtrise en sciences de l’OIV et les titres de Master of Wine, de Master Sommelier et de meilleur sommelier du monde. 

## Carrière
Né à Saint-Étienne, Gérard Basset grandit à Firminy et y fréquente le lycée Albert-Camus. Après s'être formé à Lyon où il obtient trois CAP entre 1982 et 1985 (Cuisine, Service et Sommelier), il s'installe en Angleterre où il trouve d'abord un emploi temporaire de cuisinier sur l'île de Man, puis un travail de serveur à l'hôtel Crown, à Lyndhurst,. Il découvre rapidement le goût du vin et se tourne vers le métier de sommelier. Il devient en 1988 chef sommelier au restaurant,  au Guide Michelin à cette époque, de l'hôtel Chewton Glen (en) à New Milton dans le Hampshire, un hôtel-spa de luxe où il va rencontrer sa future femme,.
En 1989, il obtient le titre de Master Sommelier (en), et en 1998 celui de Master of Wine. Il est également diplômé en 2007 d'un MBA en business du vin de Bordeaux École de Management qui fait maintenant partie de la KEDGE Business School.
En 1992, il remporte le prix du meilleur sommelier international des vins français (Paris) et quatre ans plus tard, il remporte le prix du meilleur sommelier d'Europe (1996),. Il se classe ensuite à la 2ème place du concours de Meilleur sommelier du monde à trois reprises, jusqu'à remporter le titre, le 15 avril 2010 à Santiago du Chili, lors de sa sixième tentative,.
En 1994, il cofonde l’« Hotel du Vin » avec son partenaire Robin Hutson (en), en ouvrant leur premier hôtel à Winchester,. La chaîne hôtelière possédait six hôtels lorsqu'elle fut vendue en octobre 2004 à MWB, propriétaire du groupe hôtelier Malmaison (en), pour 66 M £ rapportant à Gérard Basset 2,5 M £ après impôt,,. En 2007, Basset ouvre l’hôtel TerraVina à Woodlands Road dans le New Forest, près de Southampton, avec son épouse Nina.
Il est nommé coprésident des Decanter World Wine Awards en 2017, année au cours de laquelle il obtient également une maîtrise en sciences de l'Organisation internationale de la vigne et du vin (OIV).
À l'âge de 61 ans, il succombe le 16 janvier 2019 à un cancer de l'œsophage.

## Prix et distinctions
Il reçoit en 1997 de la part de sa ville natale la « Médaille de Saint-Étienne ». En 2011, il est fait Officier de l'Ordre de l'Empire britannique pour services rendus à l'industrie hôtelière, et il remporte en 2013 le prix de l'« Homme de l'année » par le magazine anglais Decanter. 
Il fut le président de la Court of Master Sommeliers (Europe) (en) et, en 2014, il fut nommé président d'honneur du Wine & Spirit Education Trust, poste qu'il occupa pendant trois ans. 
En janvier 2018, l'ambassadeur de France au Royaume-Uni lui décerne l'Ordre du Mérite agricole pour son travail de soutien à l'industrie vinicole française.
Ordres honorifiques :
- 2011 :  Officier de l'Ordre de l'Empire britannique, Royaume-Uni
- 2018 :  Chevalier de l'Ordre du Mérite agricole, France

Liste des titres, prix et récompenses les plus importants, :
- 1988 : Meilleur Sommelier Britannique des Vins français (Sopexa)
- 1989 : Meilleur Sommelier Britannique de l’année (Ruinart)
- 1990 : 3e au Concours du Meilleur sommelier d'Europe
- 1992 : Meilleur Sommelier Britannique des Vins français (Sopexa)
- 1992 : Meilleur Sommelier Britannique de l’année (Ruinart)
- 1992 : Meilleur Sommelier International des Vins français (Sopexa)
- 1992 : 2e au Concours du Meilleur sommelier du Monde
- 1992 : 3e au Concours du Meilleur sommelier d'Europe
- 1996 : Meilleur sommelier d'Europe
- 2004 : 2e au Concours du Meilleur sommelier du Monde
- 2007 : 2e (ex-æquo) au Concours du Meilleur sommelier du Monde
- 2010 : Meilleur sommelier du Monde
- 2010 : « Catey Special Award » (en) par le magazine The Caterer (en)
- 2010 : « Personnalité IWC de l’année » (International Wine Challenge)
- 2011 : « Personnalité de l’année » par le magazine Harpers Wine & Spirit (en)
- 2011 : « Légende de l’Industrie » par le magazine Imbibe (en)
- 2013 : « Homme de l’année » par le magazine Decanter

## Publications
- The Wine Experience: a new method which will revolutionise the practice and art of wine tasting, éd. Kyle Books, 2000  (ISBN 978-1856263658).
- 3 minutes pour comprendre 50 notions essentielles sur le vin, éd. Le Courrier du livre, 2015  (ISBN 978-2702911761).